# Renaud Cohade
Renaud Cohade (sinh ngày 29 tháng 9 năm 1984) là một cựu cầu thủ bóng đá chuyên nghiệp người Pháp đã từng thi đấu ở vị trí tiền vệ.

## Sự nghiệp thi đấu
Tháng 7 năm 2016, Cohade ký hợp đồng 3 năm với FC Metz sau khi thi đấu 4 mùa giải cho AS Saint-Étienne.
Tháng 5 năm 2020, khi hợp đồng với FC Metz của anh hết hạn vào tháng 6, Cohade được cho là sẽ chuyển đến Toulouse. Đến tháng 1 năm 2021, anh vẫn chưa thi đấu cho câu lạc bộ nào, Cohade nói rằng anh có thể sẽ giải nghệ.
Tháng 3 năm 2022, Cohade quyết định giải nghệ.

## Danh hiệu
Saint-Étienne
- Cúp Liên đoàn bóng đá Pháp: 2012–13